# جوائز دراجون
جوائز دراجون (بالإنجليزية: Dragon Awards) مجموعة من الجوائز الأدبية، والإعلامية التي يقوم المعجبين بالتصويت عليها، ويقدمها سنويًا  دراجون كون (مؤتمر أمريكا الشمالية متعدد الأجناس) منذ عام 2016، للتميز في مختلف فئات الخيال العلمي، والخيال، وروايات الرعب، والأفلام السينمائية، والتلفزيونية، والألعاب.

## تاريخها
تم تقديم جوائز الدراجون لأول مرة في عام 2016، وقد تم إنشاؤها بمناسبة الذكرى الثلاثين لدراجون كون لتكريم التميز في كل ما يتعلق بالخيال العلمي والفانتازيا. أدلى 11000 ناخب بصوته في عام 2018. يتم تقديم هذا الحدث سنويًا في دراجون كو في أتلانتا، بولاية جورجيا. تم الإعلان عن القائمة المختصرة النهائية لجوائز الدراجون الأولى في 11 أغسطس 2016، وتم الإعلان عن الفائزين في 4 سبتمبر من ذلك العام. من السمات الفريدة للجوائز أنها تدير مجموعة متنوعة من الأجناس الفرعية. قام المؤلفون المرشحون لنيل الجائزة في عام 2017، وهم أليسون ليتلوود، وجون سكالزي، ون.ك. جيميسين بطلب إزالة أسمائهم من بطاقة الاقتراع. أعاد جون سكالزي النظر بعد ذلك وأبقى اسمه على بطاقة الاقتراع. رفض منسقو جوائز الدراجون في البداية إزالة أسماء المؤلفين، ثم غيروا رأيهم بعد تلقي النقد عبر المدونات، والمنشورات المتعلقة بالخيال العلمي.

## عمليات الترشيح والتصويت
يتم جمع الترشيحات، والأصوات إلكترونياً. المشاركة متاحة للجميع، ولا تتطلب سوى عنوان بريد إلكتروني، ولكن بدون عضوية أو رسوم أخرى، للتصويت. ينص موقع جوائز الدراجون على الويب على أنهم "يحتفظون بالحق في إبطال بطاقات الاقتراع المشبوهة أو المشكوك فيها دون إشعار"، وأن "جميع القرارات المتعلقة بعملية التصويت واختيار الفائزين يجب أن تتخذها دراجون كون وفقًا لتقديرها وحدها، يجب أن تكون نهائية، ولا تخضع للطعن أو الاستئناف. اللغة التي تصف مراجعة الترشيحات لا تنص على أن يتم عد الترشيحات عدديًا، ولكن يتم تجميعها ومراجعتها لإنشاء اقتراع نهائي. لا يتم الإعلان عن الترشيحات أو الأصوات على الإطلاق.
تتكون عملية المنح من خطوتين:
خطوة ترشيح: حيث يرشح كل ناخب عملاً واحدًا من اختياره في كل فئة، ويتم جمع ومراجعة الترشيحات لإجراء اقتراع نهائي.
خطوة تصويت: حيث يتم التصويت على المرشحين النهائيين المختارين من الأعمال المرشحة من قبل كل ناخب.

## استقبالها
تعرضت جوائز الدراجون لانتقادات بسبب ظهور الجوائز التي تم إنشاؤها بالتزامن مع حملات قام بها جماعة ساد بابيز (حملة تصويت يمينية فاشلة مناهضة للتنوع تهدف إلى التأثير على نتائج جوائز هوغو السنوية)، وأثير مصدر قلق آخر يتعلق بغموض عملية الترشيح والتصويت.

## وصلات خارجية
https://www.dragoncon.org/awards/ نسخة محفوظة 13 يوليو 2021 على موقع واي باك مشين. جوائز دراجون
https://www.dragonawards.org.uk/award/ جوائز دراجون
https://www.imdb.com/event/ev0012107/2016/1/ جوائز دراجون
https://www.imdb.com/event/ev0012107/2017/1/ جوائز دراجون
https://www.imdb.com/event/ev0012107/2018/1/ جوائز دراجون
https://locusmag.com/2019/09/2019-dragon-awards-winners/ جوائز دراجون
https://locusmag.com/2020/09/2020-dragon-awards-winners/ جوائز دراجون
https://application.dragoncon.net/dc_fan_awards_nominations.php جوائز دراجون